# Collision Course
Collision Course és un EP mashup del raper Jay-Z i la banda de rock Linkin Park. Va ser llançat al 30 de novembre de 2004 i el 2006, va ser guardonat amb el Grammy a la millor col·laboració rap. Del disc, se'n va treure un videoclip, el de Numb/Encore, que va ser llançat el desembre l'any 2004.
Va rebre la certificació de doble platí pels més de 2 milions de còpies venudes als Estats Units.

## Cançons
1. «Dirt Off Your Shoulder/Lying From You» - 4:04
2. «Big Pampin/Papercut» - 2:36
3. «Jigga What/Faint» - 3:31
4. «Numb/Encore» - 3:35
5. «Izzo/In The End» - 2:44
6. «Points Of Autority/99 Problems/One Step Closer» - 4:55